# Snowidza

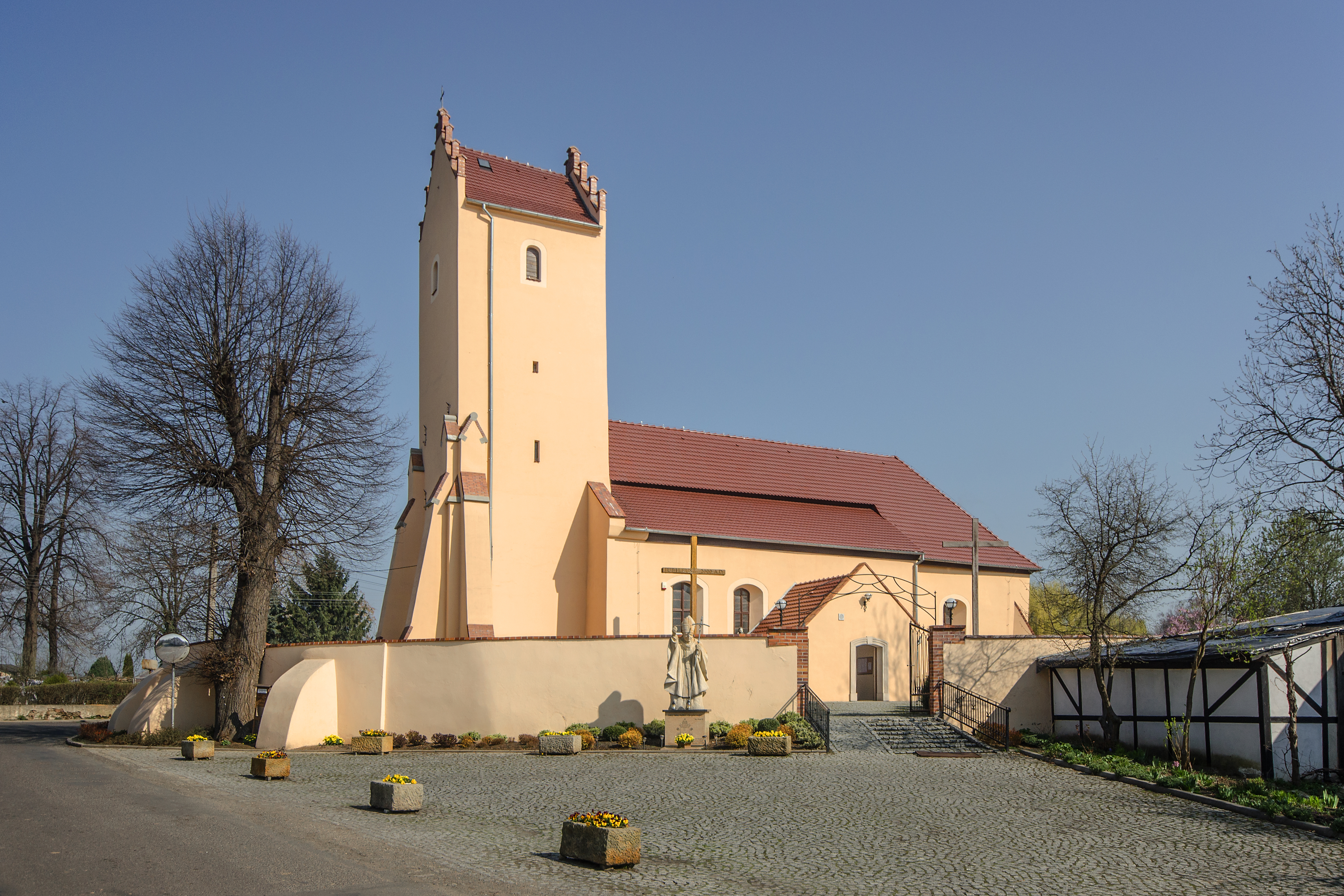
Christi-Himmelfahrt-Kirche

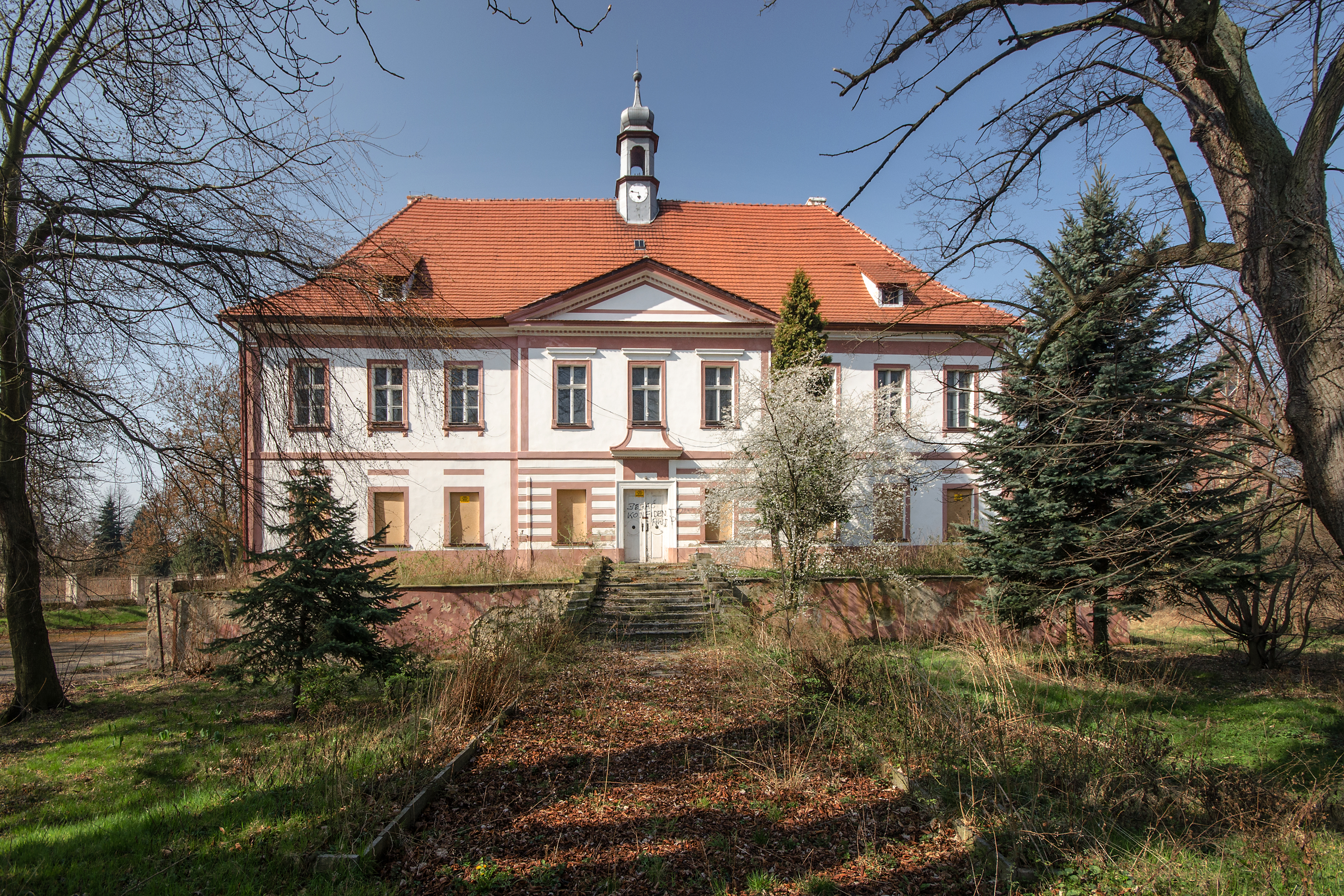
Schloss Hertwigswaldau

Snowidza (deutsch Hertwigswaldau, früher auch Herzigswalde) ist ein polnisches Dorf in der Landgemeinde Mściwojów im Powiat Jaworski der Woiwodschaft Niederschlesien. 

## Lage
Das Dorf liegt ungefähr fünf Kilometer nördlich von Mściwojów (Profen) sechs Kilometer nordöstlich von Jawor (Jauer) und 56 Kilometer westlich der regionalen Hauptstadt Breslau.

## Geschichte
Der Ort wurde 1360 in einer Urkunde als Hertewigeswalde erwähnt. Nach dem Ersten Schlesischen Krieg fiel Hertwigswaldau mit dem größten Teil Schlesiens an Preußen. 1845 zählte das Dorf in zwei Anteile unterteilt, die beide dem Kreis-Deputierten Freiherr von Richthofen gehörten:
1. Nieder-Hertwigswaldau: 107 Häuser, ein herrschaftliches Schloss mit einer Schlosskapelle, Garten und Orangerie, zwei herrschaftliche Vorwerke, eine Erb- und eine Lehnscholtisei, 839 Einwohner (zwölf katholisch und der Rest evangelisch), eine 1742 gegründete evangelische Pfarrkirche ohne Widum, eingepfarrt: Hertwigswaldau und Larisch, eine evangelische Schule mit einem Lehrer und einem Hilfslehrer, eine katholische Majoratskirche mit Widum unter dem Patronat des Dominiums, verbunden mit der Pfarrkirche in Malitsch, eingepfarrt und eingeschult in Hertwigswaldau, Nieder- und Ober-Baritsch, eine katholische Schule mit einem Lehrer, eine Wassermühle, zwei Windmühlen, zwei Wirtshäuser, 23 Handwerker und drei Händler.
2. Ober-Hertwigswaldau: 22 Häuser, ein herrschaftliches Vorwerk, 181 Einwohner (61 katholisch und der Rest evangelisch), katholische Kirche teilweise zu Jauer und Nieder-Hertwigswaldau gepfarrt, ein Wirtshaus und drei Handwerker.

Ursprünglich wurde das Dorf von einem Verteidigungsgraben umgeben, der allerdings in den 1970ern beseitigt wurde. Bis 1945 gehörte Hertwigswaldau zum Landkreis Jauer, Regierungsbezirk Liegnitz der Provinz Schlesien. Von 1975 bis 1998 gehörte Snowidza zur Woiwodschaft Legnica. 

## Sehenswürdigkeiten
- Christi-Himmelfahrt-Kirche
- Schloss Hertwigswaldau[2]